# عصبان
العُصْبَان أو العصبانة أكلة تصنع من أمعاء الخراف أو البقر أو الإبل المحشوة بالأرز واللحم وغالبا مع الشحم أيضا (اللية وهي جزء من الشحمة في ورك الحيوان تعتبر ألذ أنواع الشحم) والكبد والبقدونس مع توابل مثل الكركم والفلفل الأحمر المطحون والملح ومعجون الطماطم والزيت. وفي تونس والجزائر وليبيا تسمى هذه الأكلة عصبان أو الكرشة المحشية في شرق الجزائر، أما في غرب مصر تسمى مُمبار.
ويعتبر العُصْبَان الأكلة الرسمية في تونس وليبيا والجزائر في أول وثاني وثالث أيام عيد الأضحى.

## أنواع العصبان
1. عصبان عادي.
2. عصبان بالبطاطا.
3. عصبان بالباذنجان والبطاطا.
4. عصبان بالحوت.
5. عصبان بلحم الرأس.
6. عصبان بالقدّيد.
7. عصبان بالكسكسي.
8. عصبان بالقلاية.
9. عصبان الشمس.
10. عصبان بالكرشة.

## عصبان ليبي

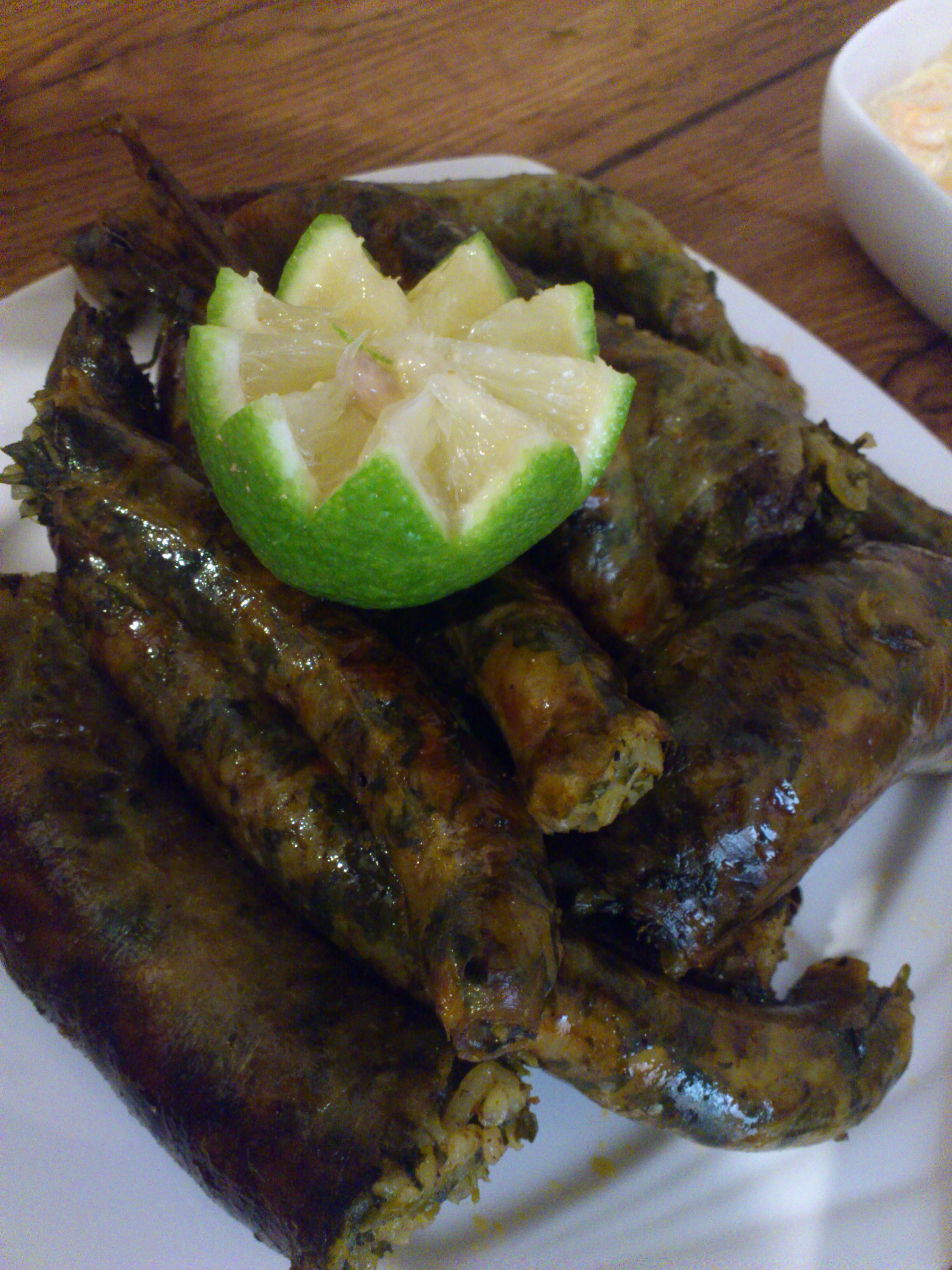
طبق عصبان من ليبيا.

العصبان وجبة تقليدية ليبية تتكون من أمعاء الضأن محشوة بالأرز واللحم والكبد والأعشاب وكذلك البهارات المشكلة والطماطم المعجون، عادة تقدم مع الأرز المطبوخ على مرق العصبان، تقدم هذه الوجبة في المناسبات السعيدة كالأفراح والاحتفال بمولود جديد وأيضا في عيد الأضحى.